# Anacranae
Anacranae es un género de saltamontes perteneciente a la subfamilia Catantopinae de la familia Acrididae, y está asignado a la tribu Gereniini. Este género se encuentra en Indochina.

## Especies
Las siguientes especies pertenecen al género Anacranae:
- Anacranae beybienkoi Storozhenko, 2005
- Anacranae gorochovi Storozhenko, 2002
- Anacranae nuda Miller, 1934
- Anacranae vietnamensis Storozhenko, 2002